# Gastone Nencini

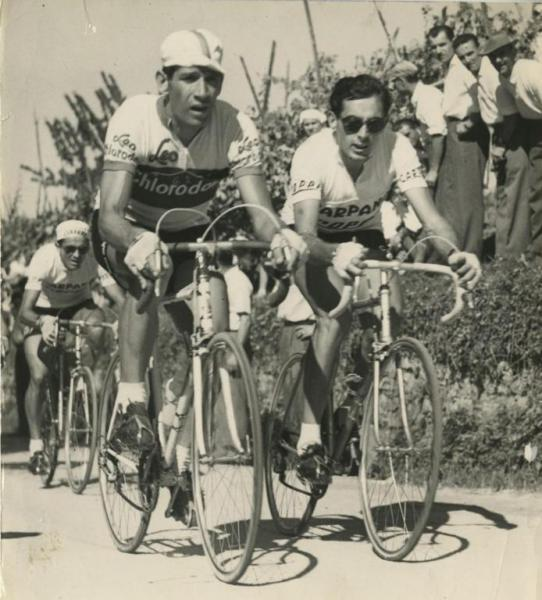
Nencini (t.v.) tillsammans med Fausto Coppi under Tre Valli Varesine 1956.

Gastone Nencini, född den 1 mars 1930 i Barberino di Mugello, död den 1 februari 1980 i Florens, var en italiensk landsvägscyklist som var professionell från 1953 till 1965. Hans främsta meriter är totalsegrarna i Tour de France 1960 och Giro d'Italia 1957 – därtill blev han i det sistnämnda totaltvåa 1960 och totaltrea 1955.

## Meriter
| 1954 4:a i GP Industria e Commercio di Prato 5:a i Giro dell'Emilia 1955 3:a totalt i Giro d'Italia Vinnare av bergspristävlingen Vinnare av etapperna 9 och 12 3:a i GP du Suisse (ITT) 4:a i linjelopp vid Världsmästerskapen 1956 Vinnare av Tre Valli Varesine Vinnare av etapp 22 i Tour de France 3:a i Giro di Campania 7:a i Giro della Provincia di Reggio Calabria 1957 Vinnare totalt av Giro d'Italia Vinnare av Giro della Provincia di Reggio Calabria 3:a i slutställningen av Challenge Desgrange-Colombo 4:a i linjelopp vid Italienska mästerskapen 6:a totalt i Tour de France Vinnare av bergspristävlingen Vinnare av etapperna 10 och 18 9:a totalt i Vuelta a España 1958 5:a totalt i Giro d'Italia Vinnare av etapperna 10 och 187 5:a totalt i Tour de France Vinnare av etapp 19 5:a i Giro della Provincia di Reggio Calabria 8:a i GP Industria e Commercio di Prato 9:a i slutställningen av Challenge Desgrange-Colombo 10:a i Giro del Piemonte 10:a i Giro di Toscana 1959 2:a totalt i Gran Premio Ciclomotoristico delle Nazioni Vinnare av etapp 6 3:a totalt i Giro di Sardegna 6:a totalt i Paris–Nice–Rom 9:a i Giro di Toscana 10:a totalt i Giro d'Italia Vinnare av etapp 9 | 1960 Vinnare totalt av Tour de France Vinnare av etapp 3 i Genova–Roma 2:a totalt i Giro d'Italia Vinnare av etapperna 5 och 10 2:a i Giro di Campania 2:a i Giro della Provincia di Reggio Calabria 3:a i slutställningen av Super Prestige Pernod 3:a i Milano–Torino 4:a i GP Forli (ITT) 5:a totalt i Giro di Sardegna 5:a i Giro di Toscana 8:a i linjelopp vid Italienska mästerskapen 8:a i Giro del Lazio 9:a i GP Industria e Commercio di Prato 1961 2:a i Trofeo Matteotti 3:a totalt i Tre Giorni del Sud 7:a i Giro dell'Emilia 8:a i linjelopp vid Världsmästerskapen 8:a i Tre Valli Varesine 1962 2:a i Giro dell'Appennino 5:a totalt i Giro di Sardegna 8:a i Sassari–Cagliari 8:a i GP Europhon 1963 5:a i Giro di Campania 7:a i GP Industria e Commercio di Prato 10:a i Giro della Provincia di Reggio Calabria 1964 2:a i Züri Metzgete 3:a totalt i Tour de Romandie 8:a i Giro della Provincia di Reggio Calabria 1965 7:a i GP de Cannes |